# Свобода, Франтишек Ксаверий
Франтишек Ксаверий Сво́бода (чеш. František Xaver Svoboda; 25 октября 1860, Мнишек-под-Брди — 25 апреля 1943, Прага) — чешский поэт, писатель и драматург.

## Биография
Литературную деятельность начал как поэт. Первый этап его творчества проходил под ощутимым влиянием Ярослава Врхлицкого, позже — автор импрессионистской лирики.
Признание у читателей получили циклы его романов Rozkvět (1898) и Řeka (1908—1909).
Ф. К. Свобода — известный драматург, автор пьес, написанных в духе критического реализма и натурализма.
Жена — Ружена Свобода (1868—1920), писательница.

### Избранные произведения

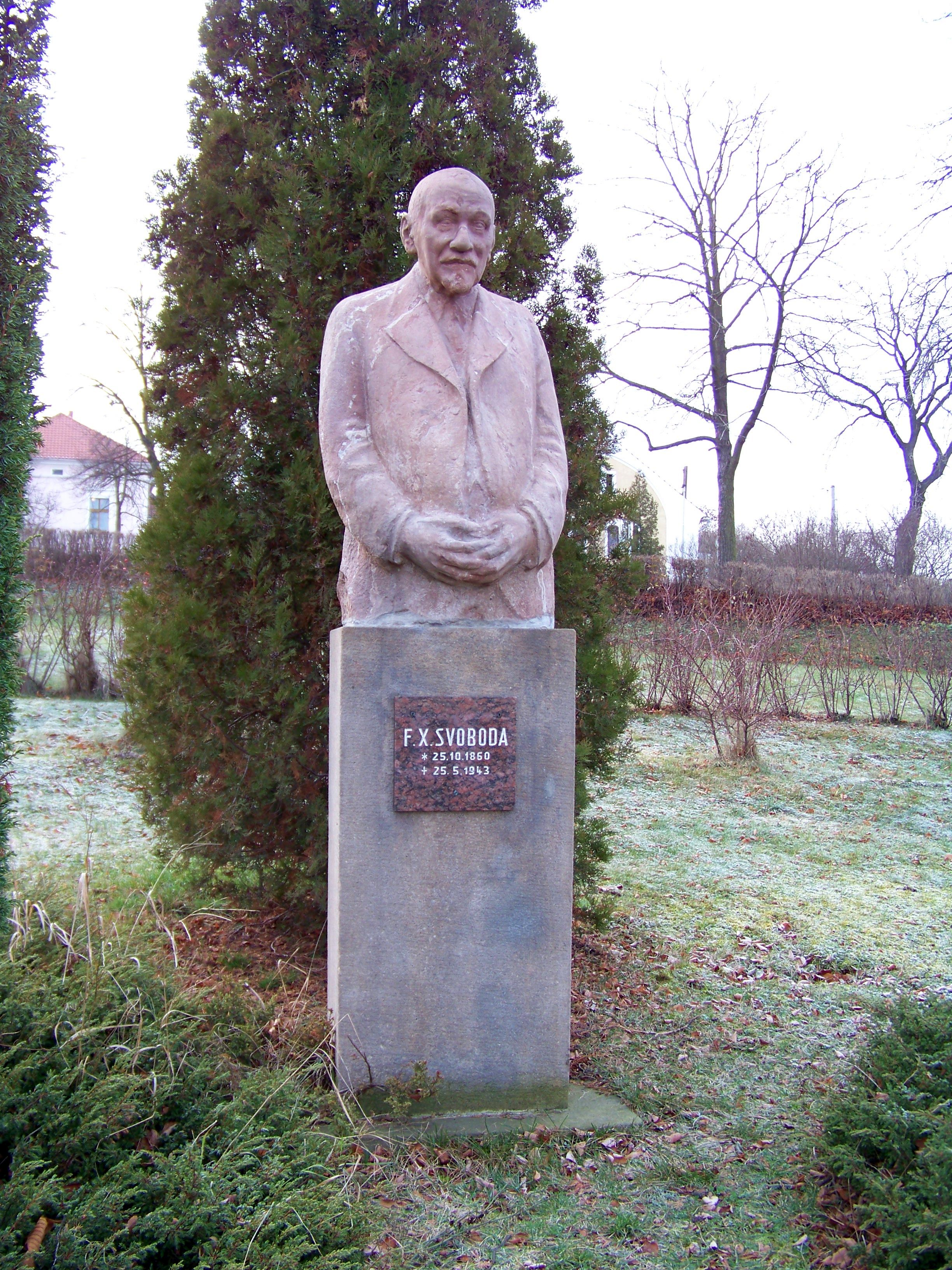
Памятник Ф. К. Свободе в г. Мнишек-под-Брди

## Проза
- 1904 Démon
- 1911 Srdcová královna

### Драматургические произведения
драмы
- 1889 Márinka Válková
- 1892 Směry života
- 1892 Rozklad
- 1893 Útok zisku
- 1897 Odpoutané zlo
- 1899 Podvrácený dub
- 1900 Boháč a smrt
- 1901 Olga Rubešová
- 1907 Přes tři vrchy
- 1919 Zahozený nůž
- 1940 Oba v témže kruhu

комедии
- 1896 Dědečku, dědečku!
- 1899 Čekanky
- 1900 Poupě
- 1902 Mlsáníčko
- 1903 Lapený Samsonek
- 1904 Rozveselená rodina
- 1907 Fialky (přepracováno v roce 1922 s názvem Ořechy)
- 1912 Milý tatínek
- 1912 Starý kozel
- 1919 Poslední muž
- 1923 Housenky
- 1927 Milionářka
- 1929 Jeho nevinné oči
- 1930 Maminčiny starosti